# Thecla albata
Thecla albata är en fjärilsart som beskrevs av Felder 1865. Thecla albata ingår i släktet Thecla och familjen juvelvingar. Inga underarter finns listade i Catalogue of Life.